# 어미트 일로
어미트 일로(영어: Amit Elor, 영어 발음: /əˈmiːt iːˈlɔːr/, 2004년 1월 1일~)는 미국의 레슬링 선수이다. 2024년 하계 올림픽 여자 라이트헤비급에서 금메달을 획득했고 세계 선수권 대회에서 금메달 2개를 획득했다. 그녀는 2022년과 2023년 세계 선수권 대회에서 연달아 우승했고 2019년 세계 유스 선수권 대회 동메달 획득 이후 국제 경기에서 무패를 기록하고 있다. 그녀는 2024년 올림픽에서 금메달을 획득하면서 미국 레슬링 최연소 올림픽 금메달리스트가 되었다.